# Amphitretidae
Amphitretidae zijn een familie van inktvissen uit de orde der Octopoda. 

## Taxonomie
De volgende taxa zijn bij de familie ingedeeld:
- Onderfamilie Amphitretinae Hoyle, 1886
- Onderfamilie Bolitaeninae Chun, 1911
- Onderfamilie Vitreledonellinae Robson, 1932